# Рюгг, Кевин
Кевин Рюгг (нем. Kevin Rüegg; 5 августа 1998 года, Устер, Швейцария) — швейцарский футболист, полузащитник клуба «Базель».

## Карьера
Кевин является воспитанником футбольного клуба «Цюрих», в школу которого перебрался в десятилетнем возрасте. С сезона 2016/2017 привлекался к тренировкам с основной командой. 26 февраля 2017 года дебютировал во взрослом футболе, в поединке Челлендж-лиги, где «Цюриху» противостоял «Волен». Всего в дебютном сезоне провёл девять встреч, во всех выходил в стартовом составе. Помог Цюриху вернуться в высшую лигу.
23 июля 2017 Рюгг дебютировал в чемпионате Швейцарии, выйдя в стартовом составе на матч первого тура сезона 2017/2018 против «Грассхоппера».
Являлся игроком юношеских сборных Швейцарии различных возрастов.

## Достижения
«Цюрих»
- Победитель Челлендж-лиги: 2016/17
- Обладатель Кубка Швейцарии: 2017/18

«Лугано»
- Обладатель Кубка Швейцарии: 2021/22